# 영국령 인도양 지역의 기

영국령 인도양 지역의 기 비율 1:2

영국령 인도양 지역의 기 (1990년)

영국령 인도양 지역의 기는 1990년 11월 8일, 영국령 인도양 지역이 세워진 지 25주년을 기해 내린 엘리자베스 2세의 칙령을 통해 제정되었으며, 영국령 인도양 지역의 위원기와 반공식적인 기로 사용되고 있다.
파란색과 하얀색 두 가지 색의 물결 무늬 바탕에 왼쪽 상단에는 영국의 국기가 그려져 있으며, 오른쪽에는 영국령 인도양 지역의 상징인 야자나무와 왕관이 그려져 있다.
영국령 인도양 지역은 민간인이 출입할 수 없기 때문에 이 깃발이 실제로 사용되지는 확인하기 어렵다. 다만 디에고 가르시아 섬의 미국 해군 지원 시설이 발매하는 비디오에서는 이 깃발이 게양되는 장면이 등장한다. 참고로 이 지역은 영국과 미국의 해군 및 공군 기지가 주둔해 있다. 또한 런던에 사무소를 두고 있는 영국 외무 연방성 위원도 이 깃발을 사용한다.